# Strada nazionale 2 (Paraguay)
La strada nazionale PY02 "Maresciallo José Félix Estigarribia" (in spagnolo: Ruta Nacional PY02 "Maresciallo José Félix Estigarribia") è una strada statale che unisce la capitale nazionale Asunción con Ciudad del Este, la seconda città del Paese per numero d'abitanti.
La strada termina il suo percorso presso il Ponte dell'Amicizia, sul fiume Paraná, alla frontiera con il Brasile. Oltrefrontiera prosegue come BR-277.

## Storia
La costruzione di una strada che unisse Asunción con la frontiera con il Brasile iniziò nel 1956, quando il governo di Rio de Janeiro concesse al vicino paese un porto franco a Paranaguá. I lavori, iniziati durante la presidenza di Higinio Morínigo, si protrassero sino al 1959.
L'11 luglio 2019 il Ministero dei Trasporti paraguaiano ha riorganizzato la rete stradale nazionale, ribattezzando la strada nazionale 2 fu in strada nazionale PY02, ed estendendo il suo tracciato che fino ad allora giungeva a Coronel Oviedo, sino a Ciudad del Este, incorporando così la strada nazionale 7 che veniva abolita.